# Tohru Honda
Tohru Honda (本田 透, Honda Tōru) är huvudpersonen i mangan/animen Fruits Basket. Hon är mycket godhjärtad och sätter alltid sina vänners välbefinnande i första hand. Båda hennes föräldrar har omkommit och hon lever för tillfället hos familjen Sohma.

## Bakgrund
I början av historien får man veta att Tohrus mamma (Kyoko Honda) precis har omkommit i en trafikolycka. Tohru flyttar då in hos sin farfar men på grund av omständigheterna flyttar hon in hos Shigure, Yuki och Kyo Sohma. 
Tohru upptäcker snart familjen Sohmas hemlighet och därmed börjar hennes äventyr.

## Tohru
Tohru har hjälpt många ifrån familjen Sohma, men mest nämnvärd är Kisa Sohma. Hon hjälpte Kisa att våga komma ut ur sin lilla bubbla efter att hon hade blivit mobbad.
Sedan hjälpte hon Kyo Sohma som är lite av familjens svarta får. Hon fick honom att förstå att hon aldrig tänkte lämna hans sida, trots att han bär på kattens förbannelse. Senare i mangan blir Tohru och Kyou kära i varandra. Tohru förklarar sin kärlek för Kyo, som nekar hennes känslor på grund av Kyoko Hondas död.
Tohru blir av en händelse med Akito skadad och måste föras till sjukhuset. I väntan på ambulansen ger Kyo Tohrus första kyss. När Tohru väl skrivs ut ifrån sjukhuset kommer Kyo för att hämta henne. Men Tohru som tror att Kyo inte besvarar hennes känslor rodnar och börjar springa åt motsatta hållet. Kyou är dock en snabbare löpare och kommer snart ikapp. Då förklarar Kyou hur han verkligen känner och sedan kysser de varandra. Kyou omfamnar henne, men till bådas förvåning så förvandlas han inte till katten. 
Sohma-familjens förbannelse blev bruten då någon älskade katten och katten älskade någon tillbaka. Snart så börjar även de övriga familjemedlemmarna att märka den stora förändringen!
Sedan dess har Kyo och Tohru varit ett par, och Kyo ber Tohru att flytta med honom ut ur staden efter examen. (kap. 134).

## Fruits Basket
Fruits Basket är en lek som på svenska kallas Fruktsallad. Mangan fick sitt namn ifrån Tohrus barndom, då hon en gång lekte leken. Men istället för att vara en frukt, blev Tohru en risboll (onigiri eller rice ball). Och Tohru förstod inte varför hennes namn aldrig ropades upp under lekens gång. Hon förstod inte att en risboll inte hörde hemma i en fruktsallad. Detta är lite av en metafor, och man får även se i animen hur Kyo och Yuki representerar ett barn som ropar in Tohru i leken. Hon blev till sist accepterad för den hon är. Mangans slut skiljer sig även väldigt mycket ifrån animens slut som bara visar de 6 första böckerna i serien "Fruits Basket", eller på japanska "Furuba".